# Pont de l'Amitié Qatar-Bahreïn
Le pont de l’Amitié Qatar-Bahreïn est un projet de ponts et de digues permettant de franchir la partie orientale du golfe de Bahreïn, une portion du golfe Persique, en reliant Bahreïn depuis la ville d'Askar sur l'île de Bahreïn jusqu'au Qatar au niveau de Ras Ashairij, à cinq kilomètres  au sud de la ville de Zubarah.
Le projet est à l'étude depuis 2001, approuvé en 2008, a été temporairement suspendu.
Le 17 novembre 2023, lors d'une réunion entre le roi de Bahreïn Hamed ben Issa Al Khalifa et le Premier ministre qatari Mohammed ben Abderrahmane Al-Thani, il a été convenu de reprendre la planification du pont et les autorités des deux pays ont été chargés de finaliser les plans et de commencer la mise en œuvre du projet.

## Histoire
Le projet de pont était à l'étude depuis 2001, et le contrat a été accordé au groupe français Vinci en 2008. L'institution intergouvernementale Qatar Bahrain Causeway Foundation (QBCF) est à l'origine du projet. Outre la dimension pratique du projet, ce  dernier revêt également un aspect politique, le pont reliant plusieurs petites îles entre les deux pays dont la propriété ou l'usufruit étaient source de conflit entre les deux pays voisins.
La construction de l'ouvrage devait débuter en 2008 pour se terminer en 2013, mais par la suite, le projet a été suspendu. La Crise du Golfe qui a éclaté en 2017 rend l'aboutissement d'un tel projet compromis à moyen terme.

## Description
La longueur totale de cette connexion autoroutière serait de 45 kilomètres pour un coût estimé de 2 milliards de dollars.
Du point de vue technique, l'infrastructure serait constituée d’une alternance de digues (la mer étant très peu profonde à cet endroit) et de ponts suspendus, dont certains auraient des piliers d’une hauteur atteignant 400 mètres, permettant ainsi de faciliter la navigation maritime. Les ponts suspendus seraient constitués d’éléments de béton préformés, fabriqués dans une usine construite spécialement et installés par des grues-barges.
Elle pourrait accueillir dans un premier temps une connexion routière, puis par la suite une voie ferrée dans le cadre du Gulf Railway actuellement en projet. Le pont disposerait d'une capacité de 12 000 véhicules.
Avant ce pont, relier le Qatar au Bahreïn par la route implique un trajet d'une durée de cinq heures, en effectuant un détour par les côtes de l’Arabie saoudite, pays auquel Bahreïn est déjà reliée par un autre pont, la chaussée du roi Fahd. Le pont de l'Amitié permettrait de relier les deux États en seulement une trentaine de minutes.

## Travaux
Les délais impartis impliquaient (avant le retard) une avancée des travaux de 800 mètres de pont par mois avec 200 pièces de pont de 80 × 13 m préfabriqués au Qatar et déplacées avec une gigantesque barge de levage. Vinci Construction Grands Projets veut faire de ce projet la vitrine internationale du savoir-faire de Vinci.
L'ouvrage comprend le remblayage de 6 digues sur 18 km, 5 viaducs à tablier courants sur un total de 22 km, 2 ponts haubanés de 400 mètres.